# Perfect Day (canção de Hoku)
Perfect Day é uma música da cantora Hoku, presente na série Lizzie Mcguire.